# Figowiec bengalski

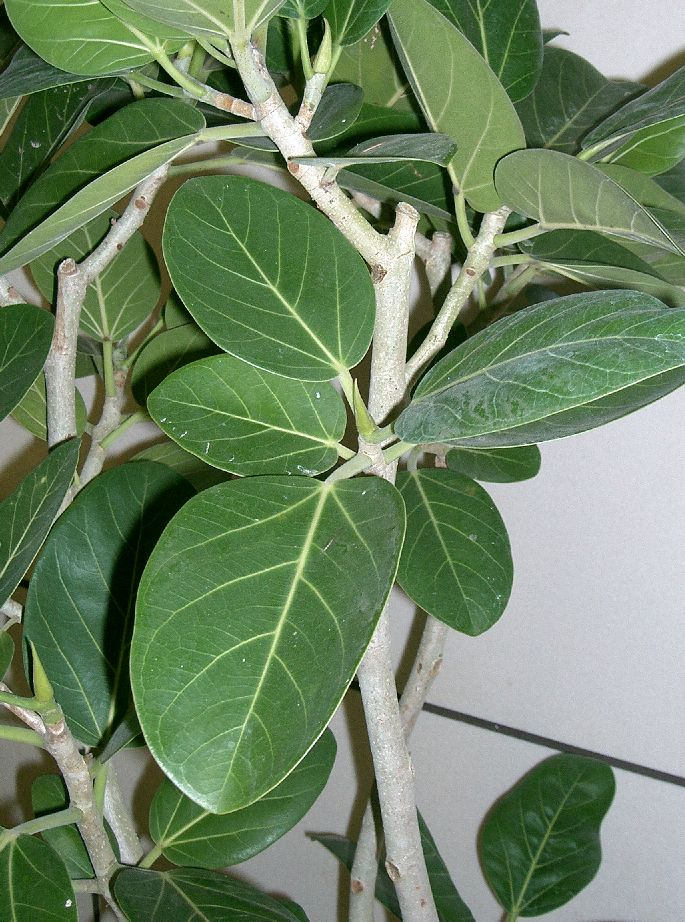
Pędy

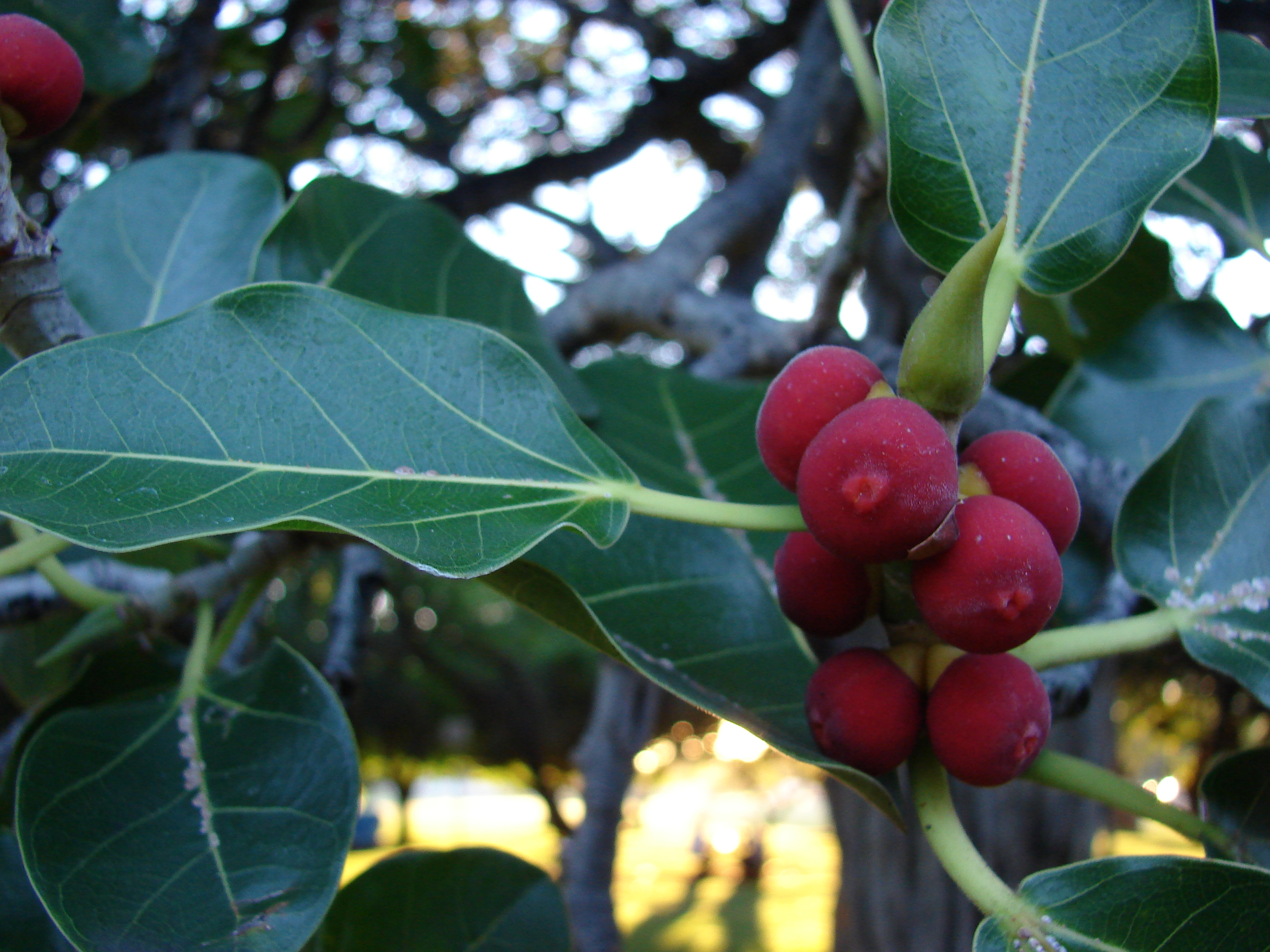
Owoce

Figowiec bengalski (Ficus benghalensis L.), zwany też banianem – gatunek rośliny z rodziny morwowatych. Pochodzi z Indii i Pakistanu. 

## Morfologia
PieńOd jego poziomych gałęzi wyrastają pionowe pędy, które wrastają w ziemię i zakorzeniają się. Stają się w ten sposób dodatkowymi pniami, które podtrzymują koronę i przewodzą wodę wraz z solami mineralnymi. Niektóre drzewa mogą mieć ponad 300 takich masywnych pni bocznych (tzw. Wielki Banian rosnący na terenie ogrodu botanicznego w Kalkucie ma aż 2880 pni o wysokości 24,5 m). Korona przedstawicieli tego gatunku może pokrywać powierzchnię ponad 2,1 ha. Na obszarze o średnicy nawet 500 m znajdować się mogą pnie jednego osobnika.
LiścieDuże i błyszczące, za młodu brązowe.
OwoceOkrągłe, czerwone figi, powstają po dwa razem.

## Znaczenie w hinduizmie
- Drzewa banian noszą indyjską nazwę "akszajawata" i są obiektami kultu w hinduizmie.
- Teksty tantry hinduistycznej, wymieniają drzewo bata jako jedno z pięciu, które tradycyjnie wymagane są w munda sadhana (miejscu wykonywania sadhany)[4].
- Gałęzie tego drzewa są czczone podczas Szasti pudźy.
- Szczególnym zainteresowaniem wyznawców otaczane jest w miesiącu dźjesztha: 
  - w stanach Maharasztra i Gudżarat przez kobiety
  - w Bengalu, gdzie jest czczone jak Brahma w każdą sobotę tego miesiąca[5].
- Literatura wedyjska uznaje to drzewo jako jadźńawrykszas, czyli za jeden z jedenastu gatunków drzew indyjskich, odpowiednich do wyrobu przyrządów stosowanych w trakcie ceremonii ogniowych jadźńa[6].
- W południowych Indiach jest czczone również jako siedziba bóstwa Śiwy. Wczesne dzieło tamlskie o tytule Ahananuru, opisuje banjan jako przykład nieposiadającej dachu świątyni w postaci drzewa (wrykszaćhajtja): było otoczone ścianą z cegieł, a do tak utworzonej przestrzeni sakralnej, hindusi ofiarowali datki pieniężne[7].

- Przykładowe lokalizacje miejsc kultu figowca bengalskiego :
  - Allahabad – Bardzo znamiennym przykładem jest ficus indica rosnący w obrębie fortu w mieście Allahabad w północnych Indiach. Fort zlokalizowany jest w rejonie "Sangam" (spotkania świętych rzek: Gangesu, Jamuny i niewidzialnej Saraswati (rzeka)). O jego kulcie wspomina już chiński podróżnik Xuanzang w zapiskach z 664 roku i, co równie istotne, współcześnie nadal cieszy się dużym zainteresowaniem wyznawców[8].
  - Gaja – sławne drzewo akszajawata znajduje się na południu miasta Gaja w północnych Indiach, 450 m od grupy obiektów sakralnych o lokalnej nazwie Brahmajoni. W bezpośrednim sąsiedztwie drzewa znajduje się zbiornik wodny "Rukminikunda", przeznaczony do rytualnych kąpieli[9].